# Карайман
Карайман (рум. Caraiman) — село в Молдові в Дондушенському районі. Входить до складу комуни, центром якої є село Фрасін.
Більшість населення - українці. Згідно з переписом населення 2004 року - 40 осіб (61%), молдован - 24 особи (37%).
| Молдова | Це незавершена стаття з географії Молдови. Ви можете допомогти проєкту, виправивши або дописавши її. |